# اولو عارف چلبی
اولو عارف چلبی (۸ ذی القعده ‏‏۶۷۰  – ۲۴ ذی حجه سال ۷۱۹ هجری قمری) نوهٔ مولوی بود. او فرزند سلطان ولد از فاطمه خاتون، دختر صلاح‌الدین زرکوب، بود.